# ドンタム・ロンアンFC
ロンアンFC（ベトナム語: Câu lạc bộ bóng đá Long An、英語: Long An F.C.）は、ベトナムの南部、タイニン省の都市タンアンにホームを置くサッカークラブである。

## タイトル
- リーグ：2回
  - 2005, 2006
- カップ：1回
  - 2005
- スーパーカップ：1回
  - 2006

## AFC大会での成績
- AFCチャンピオンズリーグ: 2回出場

2006: グループステージ
2007: グループステージ

## 歴代所属選手
- ファン・バン・サントス 2001-2010